# Balbisia meyeniana
Balbisia meyeniana är en tvåhjärtbladig växtart som beskrevs av Kl.. Balbisia meyeniana ingår i släktet Balbisia och familjen Vivianiaceae. Inga underarter finns listade i Catalogue of Life.